# Amphiura ficta
Amphiura ficta är en ormstjärneart som beskrevs av Jean Baptiste François René Koehler 1910. Amphiura ficta ingår i släktet Amphiura och familjen trådormstjärnor.
Artens utbredningsområde är Madagaskar. Inga underarter finns listade i Catalogue of Life.